# 厳格
| ウィキペディアには「厳格」という見出しの百科事典記事はありません（タイトルに「厳格」を含むページの一覧/「厳格」で始まるページの一覧）。 代わりにウィクショナリーのページ「厳格」が役に立つかもしれません。 |